# Liste der Baudenkmale in Karwitz
In der Liste der Baudenkmale in Karwitz sind alle Baudenkmale der niedersächsischen Gemeinde Karwitz aufgelistet. Die Quelle der IDs und der Beschreibungen ist der Denkmalatlas Niedersachsen. Der Stand der Liste ist der 3. November 2021.

## Karwitz

### Einzeldenkmal in Karwitz
| Lage                                            | Bezeichnung                  | Beschreibung | ID       | Bild |
| ----------------------------------------------- | ---------------------------- | --- | -------- | ---- |
| An der Bundesstraße 6 53° 5′ 3″ N, 11° 0′ 55″ O | Wohn- und Wirtschaftsgebäude | Nach Brand an gleicher Stelle (außerhalb der Ortslage) 1849 wiedererrichtet; Zweiständerhaus in Fachwerk mit Backsteinausfachung; unter Halbwalmdach. | 30854149 | BW   |

## Gamehlen

### Einzeldenkmal in Gamehlen
| Lage                                    | Bezeichnung                    | Beschreibung                                                                                              | ID       | Bild |
| --------------------------------------- | ------------------------------ | --- | -------- | ---- |
| Dorfstraße 1 53° 4′ 12″ N, 11° 1′ 35″ O | Ehemaliges Vorwerk, Schafstall | Langgestrecktes Fachwerkgebäude unter Walmdach. Errichtet um 1800 als Schafstall des ehemaligen Vorwerks. | 36773995 | BW   |

## Lebbien

### Gruppen baulicher Anlagen in Lebbien
| Lage                                 | Bezeichnung                          | Beschreibung | ID       | Bild |
| ------------------------------------ | ------------------------------------ | --- | -------- | ---- |
| Lebbien 1 53° 5′ 10″ N, 11° 1′ 47″ O | Baudenkmalgruppe Hofanlage Lebbien 1 | Die separat am Waldrand südlich von Thunpadel liegende Hofanlage ist bereits aus dem 18. Jahrhundert bezeugt. Die jetzige Bausubstanz geht auf das frühe 19. Jahrhundert (Vierständer-Haupthaus) beziehungsweise ausgehende 19. Jahrhundert (diverse Nebengebäude) zurück. Der ursprüngliche Zustand blieb weitgehend erhalten, außerdem bemerkenswerter Altbaumbestand. | 30827207 |      |
| Lebbien 1 53° 5′ 10″ N, 11° 1′ 45″ O | Wohn-/Wirtschaftsgebäude             | Vierständerbau in Fachwerk mit Backsteinausfachung, unter Halbwalmdach. Dielentor zugesetzt. Errichtet in der ersten Hälfte des 19. Jahrhunderts. | 30854130 | BW   |
| Lebbien 1 53° 5′ 9″ N, 11° 1′ 47″ O  | Wohnhaus                             | Langgestrecktes Fachwerkgebäude mit Backsteinausfachung, unter ziegelgedecktem Halbwalmdach. Errichtet Ende des 19. Jahrhunderts. | 36776847 | BW   |

## Lenzen

### Einzeldenkmal in Lenzen
| Lage                                                      | Bezeichnung                  | Beschreibung | ID       | Bild |
| --------------------------------------------------------- | ---------------------------- | --- | -------- | ---- |
| Ortsmitte 53° 5′ 22″ N, 11° 0′ 31″ O                      | Kapelle                      | Schlichter Saalbau in Backsteinmauerwerk und unter Satteldach in Hohlpfannendeckung; polygonaler Ostabschluss unter gebrochen gewalmtem Dach; kleiner quadratischer Dachreiter in Fachwerk mit Backsteinausfachung und unter vierseitigem schieferbehangenem Pyramidendach über dem westlichen Firstende. Errichtet Ende des 19. Jahrhunderts. | 30854073 |      |
| Nr. 2 (heute: Dörpstraat 22) 53° 5′ 24″ N, 11° 0′ 45″ O   | Wohn- und Wirtschaftsgebäude | Großes Zweiständer-Hallenhaus aus dem Jahr 1857. | 30854109 |      |
| Nr. 6 (heute: An der Kirche 6) 53° 5′ 19″ N, 11° 0′ 34″ O | Wohn- und Wirtschaftsgebäude | Nach Brand 1818 wiedererrichtetes Zweiständer-Hallenhaus am südlichen Rand des alten Ortskerns, der ansonsten unregelmäßig und vielfach stark umgebaut wurde. | 30854091 |      |

## Nausen

### Gruppen baulicher Anlagen in Nausen
| Lage                                               | Bezeichnung                              | Beschreibung | ID       | Bild |
| -------------------------------------------------- | ---------------------------------------- | --- | -------- | ---- |
| Lange Straße 23, 25, 27 53° 5′ 18″ N, 11° 0′ 13″ O | Baudenkmalgruppe Hofanlagen Lange Straße | Der Siedlungskern von Nausen besteht aus traditioneller, zum Teil unveränderter Bausubstanz der Mitte des 19. Jahrhunderts. Die drei erhaltenen Wohn-/Wirtschaftsgebäude Lange Straße 23, 25 und 27 sind als giebelständige Zwei- und Vierständerbauten errichtet. | 35806248 | BW   |

### Einzeldenkmal in Nausen
| Lage                                                      | Bezeichnung                  | Beschreibung | ID       | Bild |
| --------------------------------------------------------- | ---------------------------- | --- | -------- | ---- |
| Nr. 2 (heute: Lange Straße 19) 53° 5′ 18″ N, 11° 0′ 20″ O | Wohn- und Wirtschaftsgebäude | Zweiständerhaus in Fachwerk mit Backsteinausfachung, unter reetgedecktem Halbwalmdach. Errichtet 1713 (i).                                             | 35806160 |      |
| Nr. 4 (heute: Lange Straße 23) 53° 5′ 18″ N, 11° 0′ 15″ O | Wohn- und Wirtschaftsgebäude | Giebelständiges Vierständerhaus in Fachwerk mit Backsteinausfachung, unter Halbwalmdach. Errichtet 1857 (i).                                           | 30853985 |      |
| Nr. 5 (heute: Lange Straße 25) 53° 5′ 17″ N, 11° 0′ 13″ O | Wohn- und Wirtschaftsgebäude | Giebelständiges Zweiständerhaus in Fachwerk mit Backsteinausfachung, unter Halbwalmdach. Errichtet 1838 (i).                                           | 30854024 |      |
| Lange Straße 27 53° 5′ 17″ N, 11° 0′ 11″ O                | Wohn-/Wirtschaftsgebäude     | Giebelständiges Vierständerhaus in Fachwerk mit Backsteinausfachung, unter Halbwalmdach. Wohnteil großflächig überformt. Errichtet im 19. Jahrhundert. | 30853985 | BW   |

## Pudripp

### Einzeldenkmal in Pudripp
| Lage                                                        | Bezeichnung                  | Beschreibung | ID       | Bild |
| ----------------------------------------------------------- | ---------------------------- | --- | -------- | ---- |
| Alt Pudripp 1 53° 4′ 56″ N, 10° 56′ 16″ O                   | Scheune                      | Fachwerkbau mit Backsteinausfachung, unter Halbwalmdach; ausmittige Längsdurchfahrt. Errichtet in der Mitte des 19. Jahrhunderts. Ehemalige Hofstelle Nr. 1.                                                               | 30853967 | BW   |
| Alt Pudripp 2 53° 4′ 58″ N, 10° 56′ 15″ O                   | Wohn- und Wirtschaftsgebäude | Dreiständerhaus in Fachwerk mit Backsteinausfachung und unter ungleichhüftigem Halbwalmdach; Kübbung an der Nordseite. Errichtet 1716 (i).Ehemalige Hofstelle Nr. 2.                                                       | 30853949 | BW   |
| Alt Pudripp 5 53° 4′ 55″ N, 10° 56′ 12″ O                   | Wohn- und Wirtschaftsgebäude | Giebelständiges Zweiständerhaus in Fachwerk mit Backsteinausfachung, unter Halbwalmdach. Errichtet 1862 (i). Ehemalige Hofstelle Nr. 5.                                                                                    | 30853931 | BW   |
| An der Bundesstraße (Karwitz) 191 53° 4′ 9″ N, 10° 55′ 8″ O | Eisenbahnbrücke              | Dreibogige Spritzbetonbrücke über die B 191 im Verlauf der Strecke Uelzen-Dannenberg. Bögen dreifach gestaffelt, Zwickel in Rundbögen aufgelöst. Erbaut 1920/1921. (Westliche Hälfte liegt im Gemeindegebiet von Zernien.) | 38659690 | BW   |

## Thunpadel
Thunpadel liegt am östlichen Rand der Gemeinde Karwitz. Die Entfernung zum Dannenberger Zentrum beträgt sechs Kilometer. Der Ortsteil ist im Kern ein Rundling, der fast vollständig erhalten geblieben ist.

### Gruppen baulicher Anlagen in Thunpadel
| Lage                                                                                    | Bezeichnung                                                           | Beschreibung | ID       | Bild |
| --------------------------------------------------------------------------------------- | --------------------------------------------------------------------- | --- | -------- | ---- |
| Nr. 1, 2, 4, 5, 6, 7, 8, 10, 14, 20 (veraltete Nummerierung) 53° 5′ 28″ N, 11° 1′ 39″ O | Rundling mit Zufahrt, Dorfplatz und den daran angrenzenden Hofanlagen | Thunpadel hat seine Rundlingsform bis heute weitgehend erhalten. Der heutige Baubestand stammt im Wesentlichen aus der Mitte des 19. Jahrhunderts. Erhalten haben sich mehrere der großen, zum Dorfplatz giebelständigen Wohn-/Wirtschaftsgebäude, verschiedene Nebengebäude und ein älteres Haus (Rundling 6) von 1790. Der mittige Dorfplatz wird umstanden von alten Eichen. | 30827227 |      |

### Einzeldenkmal in Thunpadel
| Lage                                                  | Bezeichnung                  | Beschreibung | ID       | Bild |
| ----------------------------------------------------- | ---------------------------- | --- | -------- | ---- |
| Nr. 1 (heute: Rundling 5) 53° 5′ 27″ N, 11° 1′ 37″ O  | Wohn- und Wirtschaftsgebäude | Traditionelles Vierständer-Hallenhaus (Spätform) von 1871. | 30854003 |      |
| Nr. 1 (heute: Rundling 5) 53° 5′ 27″ N, 11° 1′ 37″ O  | Stall                        | Langgestreckter Fachwerkbau mit Backsteinausfachung unter Satteldach mit Falzziegeldeckung. Dacherker mit Aufzugsluke in der südlichen Dachfläche. Errichtet Ende des 19. Jahrhunderts.           | 35807698 | BW   |
| Nr. 2 (heute: Rundling 7) 53° 5′ 29″ N, 11° 1′ 38″ O  | Wohn- und Wirtschaftsgebäude | Giebelständiges Wohnwirtschaftsgebäude nach Art des Zweiständerhauses in Backsteinmauerwerk und unter Halbwalmdach. Errichtet Ende des 19. Jahrhunderts.                                          | 30853912 | BW   |
| Nr. 2 (heute: Rundling 7) 53° 5′ 29″ N, 11° 1′ 37″ O  | Stall                        | Das Stallgebäude der Hofanlage liegt westlich des Haupthauses und parallel zu diesem. Es handelt sich um ein langgestrecktes Gebäude in Backstein unter Satteldach. Errichtet im 19. Jahrhundert. | 35807733 | BW   |
| Nr. 4 (heute: Rundling 9) 53° 5′ 29″ N, 11° 1′ 40″ O  | Wohn- und Wirtschaftsgebäude | Giebelständiges Vierständerhaus in Fachwerk mit Backsteinausfachung, unter Halbwalmdach. Errichtet 1885 (i). Ehemalige Hofstelle Nr. 4.                                                           | 30853870 |      |
| Nr. 7 (heute: Rundling 3) 53° 5′ 26″ N, 11° 1′ 38″ O  | Wohn- und Wirtschaftsgebäude | Vierständerhaus von 1855 (Wirtschaftsteil; Wohnteil schon 1851). | 30853807 |      |
| Nr. 7 (heute: Rundling 3) 53° 5′ 27″ N, 11° 1′ 39″ O  | Remise                       | Fachwerkgebäude auf Stützen; mit Backsteinausfachung; unter Satteldach. Errichtet in der zweiten Hälfte des 19. Jahrhunderts.                                                                     | 35807829 | BW   |
| Nr. 10 (heute: Rundling 6) 53° 5′ 28″ N, 11° 1′ 36″ O | Wohn- und Wirtschaftsgebäude | Kleines Hallenhaus von 1790 (nach anderer Angabe 1781) mit ungewöhnlicher Lage in der Ortsmitte; anscheinend Abteilung von der Parzelle des Hofes Nr. 1 („Rundling 5“) daneben.                   | 30853746 |      |